# Erythranthe stolonifera
Erythranthe stolonifera är en gyckelblomsväxtart som först beskrevs av Ivan Vassiljevich Novopokrovsky, och fick sitt nu gällande namn av Guy L. Nesom. Erythranthe stolonifera ingår i släktet Erythranthe och familjen gyckelblomsväxter. Inga underarter finns listade i Catalogue of Life.